# Craugastor laticeps
Craugastor laticeps is een kikker uit de familie Craugastoridae. De soort werd voor het eerst wetenschappelijk beschreven door André Marie Constant Duméril in 1853. Oorspronkelijk werd de wetenschappelijke naam Hylodes laticeps gebruikt. Later werd de kikker tot de geslachten Epirhexis en Eleutherodactylus gerekend.
De soort komt voor in Belize, Guatemala, Honduras en het zuiden van Mexico. Craugastor laticeps wordt waarschijnlijk licht bedreigd door het verlies van habitat.